# الاندا (جمهوری آلتای)
الاندا (به لاتین: Elanda) یک منطقهٔ مسکونی در روسیه است که در جمهوری آلتای واقع شده‌است.